# Arrow Panama
Arrow Panama est un opérateur de fret aérien fondé en octobre 2005, qui réalise des vols à destination du continent américain au départ ou à l'arrivée de l'aéroport international de Tocumen et de sa deuxième base de Miami.

## Flotte
- 2 Douglas DC-8-63,  HP-441WAP, N784AL,
- 1 Douglas DC-8-62,  HP-791WAP